# Cataleptoneta sbordonii
Cataleptoneta sbordonii är en spindelart som först beskrevs av Brignoli 1968.  Cataleptoneta sbordonii ingår i släktet Cataleptoneta och familjen Leptonetidae.
Artens utbredningsområde är Turkiet. Inga underarter finns listade i Catalogue of Life.